# Amblystegium angustifolium
Amblystegium angustifolium là một loài Rêu trong họ Amblystegiaceae. Loài này được (H. Lindb. ex Limpr.) H. Lindb. mô tả khoa học đầu tiên năm 1903.